# Numero di Mach critico

Andamento del flusso transonico attorno ad un profilo alare all'aumentare della velocità.

In aerodinamica, il numero di Mach critico (o anche Mach critico inferiore) è la più bassa velocità della corrente indisturbata (espressa in funzione del numero di Mach) alla quale si manifesta sul profilo alare una zona dove la velocità del flusso è sonica (pari a Mach 1).

## Descrizione del fenomeno
Per un aeromobile (come per un qualsiasi corpo che si muova in un fluido), la velocità del flusso dell'aria attorno alle sue superfici non è esattamente pari a quella di volo. L'aria accelera e rallenta in funzione della geometria che incontra e, al numero di Mach critico, sono presenti zone in cui la velocità dell'aria è pari a quella del suono anche se la velocità di volo è inferiore a Mach 1.
Il Mach critico dipende fortemente dalla forma del corpo e dall'angolo di incidenza con la corrente d'aria. Per corpi tozzi (ad esempio un cilindro) può valere circa 0,4 mentre per corpi affusolati può arrivare a 0,7 - 0,8. Aumentando la velocità del flusso oltre il numero di Mach critico, la regione in cui la velocità è supersonica si estenderà a creare una "bolla supersonica" immersa in un flusso subsonico. Nella parte anteriore della bolla, a causa della geometria del profilo, nasceranno delle deboli onde di espansione attraverso le quali il flusso di aria accelera. Queste onde di espansione, incontrando la linea sonica che delimita la bolla nella parte superiore, verranno riflesse come onde di compressione attraversando le quali il flusso, invece, decelera. Queste onde di compressione, data la geometria del dorso del profilo, risulteranno convergenti, tendendo a coalescere sulla parete posteriore della bolla e dando origine ad un urto normale, a valle del quale la velocità torna subsonica.

Per numeri di Mach poco superiori ad 1 il profilo è immerso in un flusso supersonico, ad eccezione di una piccola regione a valle dell'urto staccato, in corrispondenza del bordo d'attacco.

Aumentando ancora la velocità, l'urto s'intensifica e si sposta verso valle mentre la bolla supersonica continua ad estendersi. I profili alari sono generalmente asimmetrici e ciò comporta che sul ventre del profilo (usualmente più piatto) la bolla supersonica si sviluppi a velocità più elevate che per il dorso e che tenda a spostarsi più rapidamente verso il bordo di uscita del profilo. Per velocità prossime a Mach 1 gli urti sul dorso e sul ventre del profilo si ricongiungono al bordo di uscita e la bolla supersonica si estende per tutto il profilo tranne una piccola regione sul bordo d'attacco in cui il flusso rimane subsonico. A un Mach poco superiore a 1, la bolla supersonica sparisce (essendo ormai il flusso che investe il profilo supersonico) e compare un urto staccato davanti al corpo che crea una piccola bolla moderatamente subsonica al bordo d'attacco. Per questo motivo non esiste una chiara definizione di numero di Mach critico superiore del campo transonico, anche se la regione subsonica (assai limitata nell'estensione e destinata a ridursi rapidamente al crescere del Mach) genera effetti trascurabili sul profilo che può essere studiato come fosse effettivamente immerso in un campo di velocità completamente supersoniche.

## Effetti

### Stallo d'urto
A velocità superiori al numero di Mach critico, la resistenza cresce bruscamente. In campo subsonico si ha uno stallo quando il flusso si stacca dalla superficie del profilo a causa dei gradienti avversi di pressione. In presenza di un urto, le particelle che lo attraversano perdono energia meccanica riducendo ulteriormente la possibilità di superare il gradiente avverso nella parte posteriore del profilo con la conseguenza di un prematuro distacco dalla parete, un crollo della portanza e aumento della resistenza. Questo fenomeno prende il nome di "stallo d'urto". In aggiunta, dal momento che la zona del profilo interessata dallo stallo è quella posteriore, la portanza rimanente sarà caratterizza dall'avere un punto di applicazione spostato anteriormente, generando forti variazioni del coefficiente di momento. Alla resistenza di forma dovuta al distacco della vena fluida dal corpo come per il caso subsonico, si aggiunge quella d'onda in seguito ai fenomeni dissipativi che avvengono all'interno dell'urto.

### Inversione dei comandi
L'equilibratore è la parte mobile del piano orizzontale di coda di un aeromobile, che permette il controllo longitudinale del velivolo. Durante la seconda guerra mondiale, con l'aumentare delle prestazioni degli aerei, si verificarono numerosi incidenti a seguito della perdita del controllo del velivolo alle alte velocità. A velocità prossime a quelle del mach critico dello stabilizzatore, l'azionamento dell'equilibratore da parte del pilota che, ad esempio, intendeva cabrare, portava ad aumentare l'incidenza dello stabilizzatore con conseguente stallo d'urto. L'effetto risultante dovuto alla perdita di portanza sullo stabilizzatore e l'inefficacia dell'equilibratore investito dalla corrente separata dovuta allo stallo dello stabilizzatore, comportava il risultato di ottenere una brusca picchiata, l'opposto di quanto desiderato. Questo fenomeno, all'epoca ancora non ben compreso, unito ai problemi dovuti alla compressibilità contribuì alla popolare locuzione di muro del suono per definire la difficoltà a raggiungere velocità di volo pari o superiori a Mach 1. Il problema del controllo longitudinale fu poi risolto con l'introduzione di piani orizzontali formati da un'unica superficie mobile (stabilatore).

## Applicazioni
I primi velivoli militari ad essere progettati per volare a velocità transoniche (come il North American F-86 Sabre) non avevano però la necessaria spinta per superare la velocità del suono in volo livellato, ma solo in affondata. Il Bell X-1, spinto da un motore a razzo, fu il primo velivolo, nel 1947, a superare Mach 1 in volo livellato. 
Dal momento che la resistenza aerodinamica in campo transonico è molto superiore sia a quella in campo subsonico che in campo supersonico, i velivoli civili sono progettati per velocità di crociera prossime al limite inferiore del campo transonico (i moderni aerei da trasporto civile sono certificati per velocità massime comprese tra Mach 0,8 e 0,9) o superiori ad esso come per i velivoli supersonici Concorde e Tupolev Tu-144 che avevano velocità di crociera superiori a Mach 2. 